# Ludvig Mariboe
Ludvig Mariboe (oprindeligt Levin Mariboe, født 12. oktober 1781 i København, død 19. juni 1841 i Slesvig) var en danskfødt forretningsmand og politiker med stor aktivitet i Norge. Her etablerede han omfattende forretninger og flere industrielle virksomheder. Han havde mange offentlige tillidshverv, blandt andet var han stortingsrepræsentant fra 1830 til 1835 og statsrevisor 1834–39. Mariboe udgav det liberale opposissonsblad Patrouillen 1824–32.

## Bakgrund
Han voksede op i København, hvor forældrene tilhørte den mosaiske menighed. Selv blev han imidlertid opdraget i den kristne tro og blev døbt med navnet Ludvig i 1802.

## Forretningsdrift i Norge
Mariboe kom til Norge i 1804 som sekretær for Bernt Anker. Da denne døde året efter, startede Mariboe handel med korn. De følgende år udvidede han virksomheden hurtigt, og han var snart involveret i trælasthandel, jernværk, fåre-avl og tekstilproduktion. Han havde flere møller, og i 1812 overtog han Jerusalem papirmølle ved Akerselva. Han startede her en klædefabrik under navnet Lilleborg Fabrik. Denne var en forløber til det senere Lilleborg-konsernet.
Meget af virksomheden måtte efterhånden afvikles på grund af dårlig økonomi. Mariboe tilbragte så nogle år i Stockholm, før han i 1823 var tilbage i Norge, men beskæftigede sig hovedsageligt inden for politik.

## Politikker og samfundsdebattant
Allerede fra starten i Norge var Mariboe aktiv i den offentlige debat. Han argumenterede tidligt for en norsk seddelbank, og afsatte endog private midler. Han oprettede en landbrugsfond og gav store midler til det nyopprettede universitet i Christiania. Han var en af initiativtagerne til Tegneskolen.
Efter opholdet i Sverige startede Mariboe bladet Patrouillen, som blev et ledende opposissionsorgan. Historisk er det et vigtigt kildeskrift, eftersom det har detaljerede mødereferater fra Stortinget og tidvis også den svenske Riksdag.
Ved valget i 1829 blev Mariboe valgt ind i Stortinget fra Christiania og tre år efter fra Akershus amt. Han lykkedes imidlertid ikke at opbygge sig som en central politiker, og han blev mod slutningen mere anset som en forvirra mødeplager.
Efter at have mistet pladsen i Stortinget prøvede Mariboe sig på en diplomatkarriere, men mislykkedes. Han fik psykiske problemer, og det sidste år af sit liv tilbragte han på et hospital i Slesvig.

## Militær karriere
Som forretningsmand fik Mariboe tidlig forsyningsaftaler med den norske hær. Han havde stor interesse for feltet, og i 1808 oprettede han et lokalt artilleribatteri med frivilligt mandskab. I 1813 fik han kaptajns titel i Hæren, og i 1814 fik han ansvaret for hærens transportvæsen.

## Mariboegården
I 1810 fik Mariboe opført en stor treetagers forretningsgård i Christiania centrum. Adressen var Prinsens gate 20. Bygningen blev i 1820 købt af staten, og Universitetet havde auditorier her frem til 1852. Derefter havde Revisjonsdepartementet kontorer her frem til gården i 1916 blev revet ned til fordel for den nye Telegrafbygning.